# 美利堅治世
美利堅治世（英語：Pax Americana，亦譯「美利堅和平」）是指在從1945年第二次世界大战後延續至今的因为美國享有主导全球的势力優勢而产生的世界相對和平的時期。儘管這個單語的含義和用途根據使用者的政見、歷史觀等有很大的不同；但人們通常認為美利堅治世在北美開端於內戰後的重建时期，這個時期的美國在國內大規模開發工業、礦業，並以第一條橫貫大陸鐵路鞏固了美國的影響，直到20世纪初的镀金时代末期美国的生产力明显超过英国达到世界第一。
20世紀後期，美利堅和平主要用於其現代含義中，指1945年二戰結束後建立的大國間和平。從現代意義上講，它表明了美國在战后因为基础设施未受战火影响，相對於其他國家拥有绝对优势的經濟和軍事地位。例如，馬歇爾計劃使用130億美元有效重建了西歐經濟，這些行為都讓以德國、日本為首的戰後各國受益良多，使部分受戰爭破壞的國家換取了和平發展時機，被視為「美利堅和平的投射」。總結兩回世界大戰的教訓，美國在冷戰結束後，在军事和政治影响力上没有了真正意义上的竞争对手，加上保持開放的國內和全球化市场，极力发展高科技产业的技术优势，而且盡力从地缘政治层面保持強勢美元作为世界级的储备货币，这使其在世界上拥有了经济、学术和媒体文化方面压倒性的优势，也进一步巩固了英语作为国际贸易和文化交流中通用语的世界语言地位。

## 主要經濟體之間的和平
二戰後，西方主要國家之間沒有發生武裝衝突，即使在公開衝突、代理人戰爭中也沒有使用核武器。20世紀下半葉，聯合國也很快發展起來，以幫助維持國家間的和平。
1945年後的經濟擴張中，美國占全球工業總產值的一半，擁有世界80％的黃金儲備，並且是世界上唯一的核國家。二戰期間對生命，基礎設施和資本的毀壞，使舊世界勝利者也受到了破壞。美國依然是世界上最大的經濟體，它意識到自己擺脫了戰爭，其國內基礎設施幾乎毫無損失，其軍事力量空前強大。軍事人員認識到，美國人民一直依賴於有效的美國空中力量，就像一個世紀前的不列顛的海上力量。
相較於不列颠治世，美利堅治世被認為更接近罗马治世的情況，大國之間的直接衝突大幅減少。在歷史上，羅馬帝國和大英帝國強大的國力與隨之而來的國際影響力保證大多數地方強權不敢對抗他們，並確保了很長一段時間裡，許多地區能維持相對和平的狀況。

## 各方評價
約翰·F·甘迺迪在1960年代曾反對使用這一術語，認為美國由具有相似個人目標的人組成，並且這種基於美國武器戰爭的和平是不可取的：
因此，我選擇在此時此地討論一個話題，一個時常被忽略且少有人知曉真相的話題。那就是地球上最重要的議題：和平。我指的是什麼樣的和平？我們要尋求的和平是什麼？不是美國以戰爭武器在世界上強加的。不是墳墓裡的安寧或當奴隸時的安全感。我說的是真正的和平，那種使地球上的生活值得生活的和平，使人類和國族們得以成長，並對未來充滿希望。不僅是我們時代的和平，而且是永遠的和平。
亦有聲音質疑美國製造巨大需求、讓世界各國生產者受益的模式已不再具備可持續性。前日本大藏省副相行天豐雄認為這種二戰後開始做法的背景，是美國不停打開印鈔機，同時製造巨大的赤字，希望以此舉幫助全球經濟，而且自身遲早能從全球經濟的復蘇中獲益。